# Tetrix albomarginis
Tetrix albomarginis är en insektsart som beskrevs av Zheng, Z. och X. Nie 2005. Tetrix albomarginis ingår i släktet Tetrix och familjen torngräshoppor. Inga underarter finns listade i Catalogue of Life.